# 토이 스토리 5
토이 스토리 5(Toy Story 5)는 픽사 애니메이션 스튜디오(Pixar Animation Studios)가 월트 디즈니 픽처스(Walt Disney Pictures)를 위해 제작한 곧 개봉될 미국 애니메이션 코미디 영화이다. 앤드루 스탠턴이 각본 및 감독을 맡고 맥케나 해리스가 공동 감독하고 제시카 초이(Jessica Choi)가 제작한 이 작품은 픽사의 토이 스토리 시리즈의 다섯 번째 작품이자 토이 스토리 4(2019)의 속편이다. 톰 행크스와 팀 앨런은 처음 네 편의 영화에서 각자의 캐릭터 역할을 다시 맡았다.